# Eggstock
Eggstock – szczyt w Alpach Berneńskich, części Alp Zachodnich. Leży w Szwajcarii na granicy kantonów Uri i Valais. Należy do pasma Alp Urneńskich. Sąsiaduje z Schneestock na południu. Można go zdobyć ze schroniska Dammahütte (2438 m) lub Chelenalphütte (2350 m). Góruje nad Lodowcem Rodanu.